# マリア・コシュニー
マリア・コシュニー（Maria Koschny, 1981年3月24日 - ）は、ドイツ女優、声優である。

## 出演作品

### 日本のアニメ
- ラブひな（成瀬川 なる）
- FF：U 〜ファイナルファンタジー:アンリミテッド〜（リサ・パツィフィースト）
- 新世紀エヴァンゲリオン
- くじびきアンバランス（榎本 忍）
- ローゼンメイデン（水銀燈）
- ああっ女神さまっ（森里 恵）
- CANAAN（アルファルド・アル・シュヤ）
- コードギアス（シャーリー・フェネット）